# Jordan Massengo
Jordan Massengo (Saint-Mandé, 31 gennaio 1990) è un calciatore francese naturalizzato congolese (Repubblica del Congo), centrocampista del La Louvière Centre.

## Caratteristiche tecniche
Gioca come mediano.

## Carriera

### Club
Ha giocato per quattro anni nella seconda divisione francese all'Istres. Dopo aver giocato nelle serie minori francesi, ha anche giocato nella seconda divisione belga.

### Nazionale
Ha esordito in nazionale nel 2016.